# 董尤心
董尤心（1961年1月—），河南洛阳人，中国人民解放军将领、少将。

## 生平
1976年，入伍，解放军34512部队战士。1979年，进入解放军南京通信工程学院学习。之后进入解放军总参谋部通信部科技处工作。2000年，担任解放军总参谋部通信部移动通信工程建设办公室总工程师。2001年，任全军指挥自动化建设委员会办公室总工程师。2003年，改任解放军总参谋部通信部科技局副局长。2011年，担任总参谋部信息化部总工程师。2012年，任解放军总参谋部信息化部副部长，同年授少将军衔。2013年10月，任中央军委总参谋部信息化部副部长，兼任全国妇联副主席。2015年，因涉嫌受贿被中央军委纪委调查。